# Турантайколь
Турантайколь (каз. Тұрантайкөл) — болото в Алтынсаринском районе Костанайской области Казахстана. Находится к юго-востоку от села Анастасьевка.
По данным топографической съёмки 1944 года являлось озером. Площадь поверхности болота составляет 1,38 км². Наибольшая длина болота — 1,4 км, наибольшая ширина — 1,2 км. Длина береговой линии составляет 4,5 км, развитие береговой линии — 1,07. Болото расположено на высоте 192,6 м над уровнем моря.